# Џонсон Вилиџ (Колорадо)
Џонсон Вилиџ (енгл. Johnson Village) насељено је место без административног статуса у америчкој савезној држави Колорадо.

## Демографија
По попису из 2010. године број становника је 246.
| Група             | 2000.    | 2010.       |
| Белци             | 0 (0,0%) | 211 (85,8%) |
| Афроамериканци    | 0 (0,0%) | 1 (0,4%)    |
| Азијати           | 0 (0,0%) | 2 (0,8%)    |
| Хиспаноамериканци | 0 (0,0%) | 30 (12,2%)  |
| Укупно            | 0        | 246         |